# Невинный, Вячеслав Михайлович
Вячесла́в Миха́йлович Неви́нный (30 ноября 1934, Тула, СССР — 31 мая 2009, Москва, Россия) — советский и российский актёр театра и кино; народный артист СССР (1986).

## Биография
Родился 30 ноября 1934 года в Туле. Учился в 23-й железнодорожной средней школе Тулы. Ещё учась в школе, принимал участие в постановках драматического кружка, работавшего под руководством А. И. Дмитриева при Дворце пионеров и школьников. В 1952 году отмечалось столетие со дня смерти Николая Гоголя. В рамках мероприятий, проводившихся в связи с этим событием, старшеклассниками школы были поставлены сцены из «Мёртвых душ»: «Чичиков у Собакевича», «Чичиков у Плюшкина», «Чичиков у Ноздрёва». Во всех этих сценах роль Чичикова играл девятиклассник Вячеслав Невинный.
Окончив в 1954 году среднюю школу, сдал вступительные экзамены во ВГИК в Москве, но не прошёл по конкурсу. Поступил на работу в Тульский театр юного зрителя и в театральном сезоне 1954—1955 годах играл во вспомогательном составе. Молодому статисту доводилось играть и отдельные роли. Среди них — роль молодого рабочего Кузьмы в пьесе «Они были первыми» Юзефа Принцева и роль палача в инсценировке романа Александра Дюма «Три мушкетёра».
В 1955 году решил поступать в школу-студию МХАТ и был зачислен на курс Виктора Станицына. В 1959 году стал актёром МХАТа.
С 1957 года снимался в кино. В 1966 году сыграл эпизодическую, но запомнившуюся зрителям роль автослесаря в комедии Эльдара Рязанова «Берегись автомобиля». В 1971 году он сыграл колоритную роль пугливого обжоры и пьяницы Фарлафа в сказке «Руслан и Людмила». Самой узнаваемой на какой-то период стала роль продавца пива в эксцентрической кинокомедии Леонида Гайдая 1975 года «Не может быть!», где он исполнил получившую известность песню «Губит людей не пиво». Впоследствии актёр снялся в ещё одной популярной эксцентрической комедии Леонида Гайдая — в советско-финском фильме «За спичками» (1980), исполнив роль Юсси Ватанена. Обладая эксцентрическим даром, своеобразным обаянием «большого и непосредственного человека» и внося запоминающиеся юмористические ноты, в том числе и в чисто драматические постановки («Русское поле», «Самый последний день»), в большей мере тяготел к социальной комедии, сочетающей глубокую драматическую основу с философским лиризмом, «обществоведческой» иронией и сатирическим гротеском. В таком ключе созданы, например, образы Карпухина в фильме «Гараж» (1979) и Себейкина в телефильме «Старый Новый год» (1980).
В 1984 году сыграл роль космического пирата Весельчака У в детском фантастическом телесериале «Гостья из будущего». В 1980-е годы эта роль принесла актёру широчайшую популярность и узнаваемость, раздражавшие, однако, его самого.
Много работал над озвучиванием мультфильмов, участвовал в аудиопостановках для радио и грампластинок. В 1982 году озвучивал грампластинку «По щучьему веленью» в роли Емели-Дурака. В 2000—2001 годах исполнял роль Кашалота в детской познавательной передаче «КОАПП» на канале ОРТ. Ранее актёр принимал участие в озвучивании одноимённого кукольного мультсериала, также основанного на рассказах Майлена Константиновского.
В 2005 году перенёс ампутацию: в Центральном военном клиническом госпитале имени А. В. Вишневского ему удалили стопу левой ноги из-за начавшейся гангрены (осложнение на фоне сахарного диабета). В 2006 году из-за осложнения болезни актёру была произведена ампутация второй ноги.
Скончался 31 мая 2009 года, на 75-м году жизни, в своей московской квартире на Тверской улице от осложнений сахарного диабета. Незадолго до кончины принял православное крещение.
Церемония прощания с актёром прошла 3 июня 2009 года на сцене МХТ им. А. П. Чехова. Похоронен на 6-м участке Троекуровского кладбища. 26 сентября 2012 года на могиле артиста был открыт памятник, установленный благотворительным фондом имени Михаила Ульянова. Автор проекта — народный художник России Андрей Балашов.

## Семья
Жена — Нина Гуляева (род. 1931), народная артистка РСФСР (1969).
Сын Вячеслав (род. 1965), актёр МХТ имени А. П. Чехова, заслуженный артист РФ (2005). Внучки — Иветта (род. 1993) и Василиса (род. 2001), актриса.

## Увлечения
Болел за московский футбольный клуб «Спартак».

## Награды и звания
- Заслуженный артист РСФСР (31 декабря 1969 года) — за заслуги в области советского театрального искусства[15]
- Народный артист РСФСР (23 ноября 1977 года) — за заслуги в области советского театрального искусства[16]
- Народный артист СССР (17 апреля 1986 года) — за большие заслуги в развитии советского театрального искусства[17]
- Орден Дружбы народов (28 октября 1994 года) — за заслуги в развитии театрального искусства[18]
- Орден «За заслуги перед Отечеством» III степени (23 октября 1998 года) — за многолетнюю плодотворную деятельность в области театрального искусства и в связи со 100-летием Московского Художественного академического театра[19]
- Орден «За заслуги перед Отечеством» IV степени (24 июня 2005 года) — за большой вклад в развитие театрального искусства и многолетнюю творческую деятельность[20].

## Творчество

### Роли в театре

#### МХАТ
| год  | название | роль                      |
| ---- | --- | ------------------------- |
| 1959 | «Дворянское гнездо» И. С. Тургенев (реж. М. Яншин, П. Лесли)                                                                      |                           |
| 1959 | «Битва в пути» (роман) Г. Николаевой (реж. В. Станицын, В. Монюков)                                                               | Виктор Синенький          |
| 1960 | «Вишнёвый сад» А. Чехова (реж. В. Станицын, И. Тарханов)                                                                          |                           |
| 1961 | «Точка опоры» С. Алёшина (реж. Г. Конский, Ю. Недзведский)                                                                        |                           |
| 1961 | «Цветы живые» Н. Погодина (реж. В. Станицын, А. Карев, И. Тарханов)                                                               | Васька Крякин             |
| 1961 | «Хозяин» И. Соболева (реж. Б. Ливанов, П. Марков, В. Марков)                                                                      |                           |
| 1961 | «Три толстяка» Ю. Олеши (реж. В. Богомолов)                                                                                       | Продавец воздушных шаров  |
| 1962 | «Убийца» Дж. Б. Шоу (реж. П. Марков, Л. Топчиев)                                                                                  |                           |
| 1962 | «Дом, где мы родились» П. Когута (реж. В. Монюков)                                                                                | Вит                       |
| 1963 | «Бронепоезд 14-69» Вс. Иванова (реж. И. Раевский, Н. Ковшов)                                                                      |                           |
| 1963 | «Друзья и годы» Л. Зорина (реж. А. Петров)                                                                                        |                           |
| 1964 | «Иду на грозу» Д. Гранина (реж. В. Богомолов)                                                                                     |                           |
| 1964 | «Я вижу солнце» Н. Думбадзе, Г. Лоркипанидзе (реж. Д. Алексидзе, М. Горюнов)                                                      | Бежан                     |
| 1964 | «Три долгих дня» Г. Беленького (реж. В. Монюков)                                                                                  |                           |
| 1965 | «Шестое июля» М. Шатрова (реж. Л. Варпаховский, М. Горюнов)                                                                       | Попов                     |
| 1966 | «Егор Булычов и другие» М. Горького (реж. Б. Ливанов, И. Тарханов)                                                                |                           |
| 1967 | «Ревизор» Н. В. Гоголя (реж. М. Кедров, Н. Ковшов)                                                                                | Хлестаков                 |
| 1968 | «Дым Отечества» (пьеса) К. Симонова (реж. М. Кедров, И. Раевский)                                                                 |                           |
| 1968 | «Жил-был каторжник» Ж. Ануя (реж. В. Станицын)                                                                                    |                           |
| 1968 | Кремлёвские куранты Н. Погодина (реж. М. Кнебель, И. Раевский, В. Марков)                                                         |                           |
| 1968 | «Горячее сердце» А. Н. Островского (рук. К. Станиславский, реж. М. Тарханов, И. Судаков)                                          | Вася Шустрый              |
| 1969 | «Тяжкое обвинение» Л. Шейнина (реж. Б. Ливанов)                                                                                   |                           |
| 1970 | «Село Степанчиково и его обитатели» Ф. Достоевского (реж. В. Богомолова)                                                          | Мизинчиков                |
| 1971 | «Дульсинея Тобосская» А. Володина (пост. О. Ефремова, реж. В. Кашпур)                                                             | Жених Альдонсы            |
| 1971 | «Последние» (пьеса) М. Горького (рук. О. Ефремов, реж. В. Салюк, И. Васильев)                                                     | Якорев                    |
| 1972 | «Без вины виноватые» А. Н. Островского (пост. В. Орлова, реж. М. Медведев)                                                        | Шмага                     |
| 1973 | «Старый Новый Год» (пьеса) М. Рощина (пост. О. Ефремова, реж. О. Герасимов, В. Сергачёв)                                          | Пётр Себейкин             |
| 1973 | «Мёртвые души» Н. В. Гоголя (пост. В. Сахновского, реж. В. Сахновский, Е. Телешова)                                               | Чичиков                   |
| 1974 | «Последние дни. Пушкин» М. Булгакова (реж. В. Станицын, В. Топорков)                                                              |                           |
| 1975 | «Эшелон» М. Рощина (пост. А. Эфроса, реж. В. Портнов)                                                                             | Есенюк                    |
| 1975 | «Заседание парткома» А. Гельмана (пост. О. Ефремова, реж. Л. Монастырский, В. Петров)                                             | Кочнов                    |
| 1975 | «Валентин и Валентина» М. Рощина (пост. О. Ефремова, реж. В. Кузенков)                                                            |                           |
| 1976 | «Иванов» А. Чехова (пост. О. Ефремова, реж. С. Десницкий)                                                                         | Боркин                    |
| 1976 | «Три сестры» А. Чехова (реж. Вл. Немирович-Данченко, Н. Литовцева, И. Раевский)                                                   |                           |
| 1977 | «Обратная связь» А. Гельмана (пост. О. Ефремова, реж. Л. Монастырский)                                                            | Нурков                    |
| 1978 | «Мёртвые души» Н. Гоголя (пост. В. Сахновского, реж. В. Сахновский, Е. Телешова)                                                  | Чичиков, Губернатор       |
| 1979 | «Утиная охота» А. Вампилова (пост. О. Ефремова, реж. А. Мягков)                                                                   | Саяпин                    |
| 1980 | «Чайка» А. Чехова (пост. О. Ефремова, реж. А. Мягков)                                                                             | Шамраев                   |
| 1981 | «Так победимǃ» М. Шатрова (пост. О. Ефремова, реж. Р. Сирота, С. Десницкий, Н. Скорик)                                            |                           |
| 1983 | «Три сестры» А. Чехова (реж. Вл. Немирович-Данченко, Н. Литовцева, И. Раевский)                                                   | Чебутыкин                 |
| 1984 | «Призраки среди нас» Кобо Абэ (пост. Ютаки Вады, реж. В. Прудкин)                                                                 | Санкити Оба               |
| 1985 | «Дядя Ваня» А. Чехова (пост. О. Ефремова, реж. Н. Скорик)                                                                         | Телегин                   |
| 1985 | «Серебряная свадьба» А. Мишарина (пост. О. Ефремова, реж. Р. Сирота)                                                              | Сирый                     |
| 1985 | «На всякого мудреца довольно простоты» А. Н. Островского (пост. В. Станицына, реж. В. Шиловский)                                  | Мамаев                    |
| 1987 | «Перламутровая Зинаида» М. Рощина (пост. О. Ефремова, реж. Н. Скорик)                                                             | Коля-Володя               |
| 1988 | «Кабала святош» М. Булгакова (реж. А. Шапиро)                                                                                     | Справедливый сапожник     |
| 1989 | «Варвары» М. Горького (пост. Л. Ефремова, реж. И. Власов)                                                                         | Притыкин                  |
| 1989 | «Вишнёвый сад» А. Чехова (пост. О. Ефремова, реж. Н. Скорик)                                                                      | Епиходов                  |
| 1990 | «Чеховские страницы» А. Чехова (пост. Е. Радомысленского, реж. И. Мирошниченко)                                                   | Шипучин                   |
| 1991 | «Трагики и комедианты» В. Арро (реж. Н. Скорик)                                                                                   | Мокин                     |
| 1991 | «Суперфляй» (по мотивам Н. Нарокова «Мнимые величины») В. Розова (пост. А. Азаревича, реж. Т. Чеидзе)                             |                           |
| 1992 | «Чайка» А. Чехова (пост. О. Ефремова, реж. Н. Скорик)                                                                             | Сорин                     |
| 1992 | «Горе от ума» А. Грибоедова (пост. О. Ефремова, реж. И. Власов)                                                                   | Павел Афанасьевич Фамусов |
| 1992 | «Игроки-XXI» по пьесе Н. Гоголя «Игроки»                                                                                          | Пётр Иванович Кругель     |
| 1993 | «Блаженный остров» Н. Кулиша (реж. Н. Шейко)                                                                                      | Саватий Гуска             |
| 1994 | «Мишин юбилей» А. Гельмана и Р. Нельсона. (пост. О. Ефремова, реж. И. Власов)                                                     | Петрович                  |
| 1994 | «Борис Годунов» А. Пушкина (реж. О. Ефремов)                                                                                      | Варлаам                   |
| 1995 | «Тойбеле и её демон» И. Башевиса-Зингера, И. Фридмана (реж. В. Долгачёв)                                                          | Ребе                      |
| 1995 | «Вечер чеховского рассказа» А. Чехова (пост. Е. Радомысленского, реж. И. Мирошниченко)                                            |                           |
| 1995 | «Брехтиана, Или Швейк во Второй мировой войне» (по мотивам произведений Б. Брехта) М. Розовского (приглашённый реж. М. Розовский) |                           |
| 1997 | «Три сестры» А. Чехова (пост. О. Ефремова, реж. Н. Скорик)                                                                        | Чебутыкин                 |
| 1997 | «Женитьба» Н. Гоголя (реж. Р. Козак)                                                                                              | Яичница                   |
| 1999 | «И свет во тьме светит…» Л. Толстого (реж. В. Долгачёв)                                                                           | Отец Герасим              |
| 2000 | «Венецианский антиквар» К. Гольдони                                                                                               | Панталоне                 |

### Роли в кино
1. 1957 — Коммунист — рабочий
2. 1960 — Испытательный срок — Сергей Зайцев
3. 1962 — На семи ветрах — Юрий Петрович Зубарев, капитан
4. 1962 — Третий тайм — Савчук
5. 1963 — Это случилось в милиции — Серебровский, капитан милиции
6. 1964 — Председатель — Павел Маркушев
7. 1964 — Зелёный огонёк — Михаил Вихарев, молодой командированный
8. 1965 — Тридцать три — Василий Любашкин
9. 1965 — Чистые пруды — морячок
10. 1966 — Путешествие (киноальманах, новелла «Папа, сложи!») — Вяча
11. 1966 — Друзья и годы — Игорь, сосед Дружинина
12. 1966 — Берегись автомобиля — автослесарь
13. 1967 — Мятежная застава — Степан Ефимов
14. 1968 — Виринея — Павел Иванович Суслов, беглый солдат-большевик
15. 1968 — Времена года (киноальманах, новеллы «Четвёртый папа» и «Дети лепят из снега») — милиционер-регулировщик
16. 1969 — Суровые километры — старший лейтенант милиции
17. 1969 — На пороге — Модест Петрович Мусоргский (в титрах — «Станислав Невинный»)
18. 1970 — В Москве проездом… — Валентин
19. 1971 — И был вечер, и было утро… — матрос
20. 1971 — Русское поле — Павел Фомич Федченков, заведующий складом сельхозтехники
21. 1971 — Молодые — Семён Николаев
22. 1972 — День за днём — Виктор Баныкин
23. 1972 — Руслан и Людмила — Фарлаф
24. 1973 — Самый последний день — Степан Данилович Степешко, старший лейтенант
25. 1975 — Ау-у! (новелла «И подъехали к избе сваты… Или похождения писателя Сени в поисках слова затаённого») — Сеня, писатель
26. 1975 — Не может быть! (фильм № 1 «Преступление и наказание») — шурин Горбушкина, продавец пива
27. 1975 — Единственная… — Юра Журченко, ответственный работник автобазы
28. 1975 — Ольга Сергеевна — Вова Ромашко, дядя Вадима из города-курорта
29. 1976 — Длинное, длинное дело… — гражданин на скамейке
30. 1977 — Инкогнито из Петербурга — Артемий Филиппович Земляника, попечитель богоугодных заведений
31. 1977 — Смешные люди! — Вася, школьный друг графа
32. 1977 — Эти невероятные музыканты, или Новые сновидения Шурика (ТВ) — камео
33. 1979 — Гараж — Карпухин, сотрудник НИИ
34. 1979 — Активная зона — Мостовой
35. 1980 — Старый Новый год — Пётр Фёдорович Себейкин
36. 1980 — За спичками — Юсси Ватанен
37. 1981 — Полоса везения (новелла «Визит») — Павел Герасимович
38. 1982 — Место под солнцем (короткометражный) — И. С. Леонтьев, лейтенант ГАИ
39. 1983 — Поздняя любовь — Дороднов, купец
40. 1983 — Безумный день инженера Баркасова — Кобылин
41. 1983 — Трое на шоссе — Сергей Иванович Пушкарёв
42. 1984 — Если можешь, прости — председатель колхоза
43. 1984 — Лев Толстой — Миклексеич, ряженый
44. 1984 — Мёртвые души — Михаил Семёнович Собакевич
45. 1984 — Лучшая дорога нашей жизни — Иван Георгиевич Егоров
46. 1984 — Гостья из будущего — Весельчак У, космический пират / Вячеслав Михайлович, сотрудник Космопорта
47. 1984 — Очень важная персона — Недугов
48. 1984 — Ещё люблю, ещё надеюсь — Борис Захаров, муж Агнессы
49. 1984 — Фитиль (фильм № 265 «Свой среди своих») — директор овощной базы
50. 1984 — Фитиль (фильм № 267 «Мёртвый сезон») — покупатель кваса
51. 1984 — Фитиль (фильм № 268 «Чужак») — директор магазина
52. 1985 — Фитиль (фильм № 275 «Искатели счастья») — Косых, рабочий
53. 1985 — Не ходите, девки, замуж — Иван Савельевич Мальков, председатель колхоза
54. 1985 — Подружка моя — Семён Данилович, председатель жилкомиссии
55. 1986 — Мой нежно любимый детектив — Томас Буль, эсквайр
56. 1986 — Фитиль (фильм № 288 «Приспособился») — Семён Семёныч Сиропкин, начальник автобазы
57. 1987 — Лиловый шар — Громозека
58. 1987 — Забавы молодых — Мыльников, сосед
59. 1988 — Вам что, наша власть не нравится?! — Федулеев
60. 1989 — Не покидай — король Теодор
61. 1989 — Сердце не камень — Иннокентий, странник
62. 1989 — Фитиль (фильм № 328 «Знай наших») — иностранец
63. 1990 — Самоубийца — Пугачёв, торговец
64. 1990 — Шапка — Василий Трёшкин, поэт-антисемит, сосед Рахлина
65. 1990 — Убийство свидетеля — Яша Стеблев, директор универмага
66. 1991 — Высший класс — Володя
67. 1991 — Фитиль (фильм № 344 «Спецобслуживание») — Иван Петрович, чиновник
68. 1991 — Номер «люкс» для генерала с девочкой — Исаак Казимирович Забродин, композитор
69. 1991 — Небеса обетованные — Степан
70. 1991 — Тень, или Может быть, всё обойдётся — Пьетро, хозяин гостиницы
71. 1991 — Шкура — Шишкин
72. 1992 — Квартира — Фондервякин
73. 1994 — Волшебник Изумрудного города — Страшила
74. 1994 — Любовь французская и русская — Николай Петрович, хозяин квартиры
75. 1996 — Карьера Артуро Уи. Новая версия — Рома, помощник Артура Уи
76. 1997 — Полицейские и воры — Слава, охранник завода, бывший милиционер
77. 1998 — Чехов и Ко
  1. «Жених и папенька» (3-я серия) — Кирилл Трофимович Кондрашкин, отец семи дочерей
  2. «Папаша» (5-я серия) — папаша
  3. «Актёрская гибель» (6-я серия) — Шипцов, актёр
  4. «Живая хронология» (7-я серия) — Шарамыкин
  5. «Сирена» (10-я серия) — Григорий Саввич, почётный мировой судья
78. 2001 — Сыщики (серия «Исчезнувший Адонис») — Филипп Аркадьевич Настрёмин, сторож
79. 2001 — Дракоша и компания (серия «Дракоша-автомобилист») — пассажир джипа
80. 2002 — Чудеса, да и только, или Щука по-московски
81. 2002 — Дронго — Морозов

### Телеспектакли
1. 1962 — Седьмой спутник (фильм-спектакль) — комендант
2. 1968 — Барсуки (фильм-спектакль) — Мишка Жибанда
3. 1968 — В гостях у московской милиции (фильм-спектакль)
4. 1968 — Поэма о топоре (фильм-спектакль) — Степан
5. 1969 — На пороге (фильм-спектакль) — Модест Петрович Мусоргский
6. 1971 — Коммунары (фильм-спектакль) — Тереха
7. 1973 — Село Степанчиково и его обитатели (фильм-спектакль) — Иван Иванович Мизинчиков
8. 1977 — Три сестры (фильм-спектакль) — Кулыгин
9. 1977 — Заседание парткома — Олег Иванович Качнов
10. 1978 — Москва. Чистые пруды (фильм-спектакль) — Мызин Иван Фёдорович
11. 1979 — Мёртвые души (фильм-спектакль) — Чичиков
12. 1981 — Иванов (фильм-спектакль) — Михаил Михайлович Боркин
13. 1984 — Три сестры (фильм-спектакль) — Андрей Прозоров
14. 1987 — Так победим! (фильм-спектакль) — крестьянин, делегат съезда Советов
15. 1988 — Кабала святош (фильм-спектакль) — королевский шут
16. 1988 — Энергичные люди (фильм-спектакль) — «Курносый»
17. 1993 — Игроки-XXI (фильм-спектакль) — Кругель
18. 1994 — Мишин юбилей (фильм-спектакль) — Петрович, пожилой официант
19. 1995 — Трагики и комедианты (фильм-спектакль) — Мокин, полковник, хирург
20. 1997 — Женитьба (фильм-спектакль) — Яичница
21. 1997 — Три сестры (фильм-спектакль) — Чебутыкин
22. 1998 — Дядя Ваня. Сцены из деревенской жизни — Телегин
23. 2001 — Чайка (фильм-спектакль) — Пётр Николаевич Сорин
24. 2002 — Лекарь поневоле — Жеронт

### Озвучивание мультфильмов
1. 1970 — Дядя Миша — Заяц
2. 1974 — Сказка за сказкой («Козёл да баран») — текст от автора
3. 1975 — Верните Рекса — злой хозяин щенка (нет в титрах)
4. 1975 — В стране ловушек (серия 2 «Из огня да в полымя») — Тит
5. 1975 — Ёжик в тумане — Медвежонок
6. 1975 — Ох и Ах — текст от автора
7. 1975 — Среди хлебов спелых — Искрогаситель
8. 1976 — Сказка про лень — текст от автора
9. 1976 — Фитиль (фильм № 164 «Утраченные грёзы») — конструктор
10. 1976 — Почтовая рыбка — рыбак
11. 1977 — Как грибы с горохом воевали — текст от автора / Груздь
12. 1977 — Незнайка в Солнечном городе (3-4, 7 серия) — Свистулькин, милиционер
13. 1977 — Ох и Ах идут в поход — текст от автора
14. 1977 — Пятачок — Волчонок / Гусь
15. 1977 — Весёлая карусель (выпуск № 9) — Клоун
16. 1977 — Зайчонок и муха — Муха
17. 1977 — Лоскутик и Облако — Полицейский
18. 1977 — Ходжа Насреддин — продавец овечки / слуга Бая
19. 1978 — Как тоску одолели — Тоска
20. 1978 — Барс лесных дорог — барсук / медведь-милиционер
21. 1978 — Сказка о потерянном времени — Михаил Михайлович, злой волшебник
22. 1978 — Фитиль (фильм № 196 «Обыкновенное чудо») — человек, страдающий зубной болью
23. 1978 — Чудеса среди бела дня — тренер
24. 1979 — Фитиль (фильм № 201 «Шапка-невидимка») — изобретатель
25. 1979 — Фитиль (фильм № 209 «Каменный гость») — Петрович, начальник СУ-16
26. 1980 — Жадный богач — Богач / Скорняк / Скоморох
27. 1980 — Как старик корову продавал — текст от автора
28. 1981 — Алиса в стране чудес — Белый Кролик
29. 1981 — Мороз Иванович — Мороз Иванович
30. 1981 — Приключения Васи Куролесова — Старшина Тараканов / старик-железнодорожник из Тарасовки / продавщица ряженки на рынке
31. 1981 — Жил-был Саушкин (фильм 1) — текст от автора
32. 1981 — Жил-был Саушкин (фильм 2) — текст от автора
33. 1982 — Жил-был Саушкин (фильм 3) — Добряк
34. 1982 — Бюро находок (фильм 2) — Птица-секретарь
35. 1982 — Сладкий родник — Ослик
36. 1982 — Осенние корабли — Волк
37. 1982 — Маленький Рыжик (фильм 2) — Петух
38. 1982 — Кошкин дом — Кот Василий / Козёл / Петух
39. 1983 — Следствие ведут Колобки (кукольный) — Булочкин, сотрудник НПДД
40. 1983 — Шалтай-Болтай — Дама бубен
41. 1984 — Подземный переход — Лисёнок
42. 1984 — КОАПП. Что услышала медуза — нанду
43. 1984 — Фитиль (фильм № 262 «Деревенский детектив») — экскаваторщик
44. 1985 — Мы с Шерлоком Холмсом — «Зелёный Хвост», крокодил-бандит
45. 1985 — Пекка — Отец
46. 1986 — Банкет — Гость
47. 1986 — Нехочуха — Великий Нехочуха / его робот
48. 1986 — Приключения пингвинёнка Лоло — Дедушка Пиго
49. 1987 — КОАПП. Дом для барсука — Барсук
50. 1987 — Волшебные колокольчики — Стражник
51. 1987 — Возвращение блудного попугая (второй выпуск) — Кот / новый хозяин попугая Кеши (голосовые эффекты)
52. 1988 — Котёнок с улицы Лизюкова — Котёнок Вася / Бегемот
53. 1988 — КОАПП. Кошмар на Амазонке — Летучая мышь
54. 1988 — Лев и девять гиен — Гиена-дядя
55. 1988 — Фитиль (фильм № 313 «Указчик») — Ревизор
56. 1989 — Клетка — Хомяк
57. 1989 — КОАПП. SOS КОАППу! — Лемур Ай-Ай
58. 1990 — Карманник — Колян, лилипут
59. 1990 — Сказка — Дворник

### Озвучивание фильмов
1. 1981 — Крепыш
2. 1986 — Лицом к лицу — Годфри (роль Л. Ээльмяэ)

### Аудиопостановки
- 1976 — «Выигрышный билет» А. Чехова.
- 1978 — «Большая докторская сказка» — Тигровский.
- 1977 — «Мы наш, мы новый мир построим» — Черкашин Михаил, токарь из «рабочей оппозиции».
- 1978 — «Сивка-бурка» — Иванушка.
- 1981 — «Белый пудель» — Дворник.
- 1981 — «Чайка» А. П. Чехова, режиссёр О. Ефремов — Илья Шамраев.
- 1983 — «Ножичек с костяной ручкой» (по рассказу Владимира Солоухина, режиссёр Надежда Киселёва) — текст от автора[23].
- 1986 — «Давно, когда была юность» И. Минутко — Виктор Березин.
- 1989 — «Таинственный остров» по Ж. Верну — Бонадвентур Пенкроф, моряк.
- 1990 — «Пошехонская старина» (радиоспектакль).

### Компьютерные игры
- 2000 — Помпеи (локализация от Nival) — суконщик Мениан

### Архивные записи
- 1999 — Юрий Пузырёв (из цикла телепрограмм канала ОРТ «Чтобы помнили») (документальный)
- 2002 — Софья Пилявская (из цикла телепрограмм канала ОРТ «Чтобы помнили») (документальный)